# Запрудново (Рыбинский район)
Запру́дново (на топокарте Запру́дное) — деревня Ломовского сельского округа в Октябрьском сельском поселении Рыбинского района Ярославской области .
Деревня расположена, в юго-восточной части поселения, она удалена примерно на 500 м на северо-восток от автомобильной дороги Р151 Рыбинск—Ярославль и это последний населённый пункт Рыбинского района по этой дороге. На протяжении около 4 км к юго-востоку дорога проходит по лесу, после чего с деревни Ваулово начинается Тутаевский район. Она стоит на берегу небольшого безымянного ручья, текущего на север. На этом ручье стоят четыре деревни Левино,  Запрудново, Вандышево и Менчиково. Единственная улица Запрудново перпендикулярно пересекает этот ручей. Две просёлочные дороги в северо-восточном направлении, длиной около 2 км, ведут к деревням Подносково и  Ескино, стоящим на волжском берегу .
Деревня указана на плане Генерального межевания Борисоглебского уезда 1792 года. В 1825 Борисоглебский уезд был объединён с Романовским уездом. По сведениям 1859 года деревня относилась к Романово-Борисоглебскому уезду .
На 1 января 2007 года в деревне числилось 10 постоянных жителей . Почтовое отделение, расположенное в деревне Дюдьково, обслуживаетв деревне 17 домов .